# La Limpia
La Limpia es una localidad del Cuartel IV del Partido de Bragado, provincia de Buenos Aires, Argentina.

## Ubicación
Se encuentra a 10 km al noroeste de la ciudad de Bragado.

## Población
Cuenta con 38 habitantes (Indec, 2010), lo que representa un incremento del 8% frente a los 37 habitantes (Indec, 2001) del censo anterior.
| Gráfica de evolución demográfica de La Limpia entre 1991 y 2010 |
|                                                                 |
| Fuente: Censos nacionales del INDEC                             |

## Ferrocarril
Es una estación ferroviaria del tramo Bragado - Lincoln. Véase: estación La Limpia

## Historia
A la fundación del pueblo las tierras pertenecieron a la viuda de Quiroga, que las vendió al Sr. Botet. Años más tarde, el 22 de septiembre de 1893, el Ferrocarril Oeste de Buenos Aires inauguró la estación La Limpia. En 1898 el Banco Hipotecario de la provincia adquirió las tierras, que pasaron a manos de la Sociedad Agrícola compuesta por los señores La Puente, Guinea y Muriel; este último la compró a sus socios, y luego dividió en cuarenta manzanas de ocho solares cada una, dando surgimiento a la localidad actual. Sobre el asunto se refirió, en 1948, Juan Francisco Caldiz (fundador de Diario El Censor): “[…] a partir del remate de los terrenos circundantes a la dicha estación, se va formando el pueblo […] con un cerco de quintas alrededor y después de las quintas, chacras y más chacras […]. Así, diez mil hectáreas loteadas y vendidas […] cambiaron la fisonomía de la región […]”.